# Rangayana Raghu
Kotturu Chikkarangappa Raghunath (nacido el 17 de abril de 1965), conocido por su nombre de pantalla Rangayana Raghu, es un actor de cine y teatro indio, conocido por su trabajo en el cine de Kannada. Interpretando en su mayoría personajes cómicos y con sombras negativas, ha aparecido en más de 250 películas y es considerado como uno de los mejores comediantes en la historia del cine mundial. Antes de actuar en películas, trabajó como actor de teatro con el grupo de teatro Rangayana de BV Karanth, de 1988 a 1999. Hizo su debut en el cine en 1995 con Suggi, que fue archivado.
Raghu consiguió su gran oportunidad en el cine después de aparecer como antagonista en Dhumm (2002). Es conocido por su actuación en la película Duniya de 2007, que le valió su segundo Premio de Cine del Estado de Karnataka al Mejor Actor de Reparto. Sus otros papeles notables llegaron en Cyanide (2006), Raam (2009), Olave Mandara (2011) y Jayammana Maga (2013). En 2014, su esposa Mangala y él fundaron Sanchari Theatre, un instituto de formación teatral para niños.

## Primeros años y carrera
Raghu nació como Kotturu Chikkarangappa Raghunath el 17 de abril de 1965, como el noveno hijo de Chikkarangaiah y Veeramma, en un pueblo de Kotturu, en Pavagada taluk del distrito de Tumkur del antiguo estado de Mysore (ahora Karnataka ).
Raghu comenzó su carrera como actor de teatro cuando se unió al grupo de teatro Rangayana en Mysore en 1988, donde recibió ₹ 800 como salario mensual. Hizo su debut cinematográfico en la película Suggi en kannada de 1995 dirigida por Hamsalekha que finalmente fue archivada. Luego apareció en la película Dhumm de 2002 seguida de papeles menores en Megha Banthu Megha y Aryabhata. Su mayor avance fue el debut como director de Yogaraj Bhat, Mani. Recibió elogios de la crítica por sus actuaciones en películas como Ranga SSLC, Duniya, Alemari, Modalasala y Director's Special.
Raghu hizo su debut en las películas de Tulu en 2018 con My Name is Annappa.

## Filmografía
- Bhoomi Thayiya Chochchala Maga (1998)...Patil
- Kothigalu Saar Kothigalu (2001)
- Dhumm (2002)
- Sri Ram (2003)...Chakratheertha
- Mani (2003)
- Hrudayavantha (2003)
- Ranga SSLC (2004)...Kunta Naga
- Dharma (2004)
- Sahukara (2004)...Benkiyappa
- Bhagawan (2004)...Sharath Simha
- Sarvabhouma (2004)...Jayaraj
- Omkara (2004)...Divya's father
- Rakshasa (2005)...Cheluvaraju
- Valmiki (2005)...Ballanna
- Gunna (2005)...Sharma
- Swamy (2005)
- Boyfriend (2005)
- Jootaata! (2005)
- Cyanide (2006)...Ranganath
- Thangigagi (2006)...Shadeshwara
- Poojari (2006)
- Tenali Ram (2006)
- Shishya (2006)
- Honeymoon Express (2006)...Ranganath
- Suntaragaali (2006)...D. Rajahuli
- Tirupathi (2006)
- 7 O' Clock (2006)
- Odahuttidavalu (2006)
- Maathaad Maathaadu Mallige (2007)
- Gunavantha (2007)
- Parodi (2007)
- Snehana Preetina (2007)
- Sixer (2007)
- Rajeeva Alla Godse (2007)
- Geleya (2007)
- Duniya (2007)
- Hani Hani (2008)
- Beladingalaagi Baa (2008)
- Gaalipata (2008)
- Payana (2008)
- Inthi Ninna Preethiya (2008)
- Taj Mahal (2008)
- Vasanthakala (2008)
- Avva (2008)
- Dheemaku (2008)
- Mast Maja Maadi (2008)
- Kodagana Koli Nungitha (2008)
- Yuga Yugagale Saagali (2008)
- Minchina Ota (2008)
- Sangama (2008)
- Athmeeya (2008)
- Bidda (2008)
- Rajakumari (2009)
- Prem Kahani (2009)
- Maleyali Jotheyali (2009)
- Raam (2009)
- Olave Jeevana Lekkachaara (2009)...Ratna
- Junglee (2009)
- Mr Painter (2009)
- Nanda (2009)
- Kallara Santhe (2009)
- Rajani (2009)
- Kannadada Kiran Bedi (2009)
- Gubbachchigalu (2009)
- Muniya (2009)
- Jokali (2010)
- Appu And Pappu (2010)
- Ullasa Utsaha (2010)
- Mylari (2010)
- Shankar IPS (2010)
- Gubbi (2010)
- Hendtheer Darbar (2010)
- Sanchari (2010)
- Huli (2010)
- Rame Gowda Vs Krishna Reddy (2010)
- Kari Chirathe (2010)
- Gang Leader (2010)
- Antharathma (2010)
- Dildar (2010)
- Hoo (2010)
- Tsunami (2010)
- Modalasala (2010)
- Jackie (2010)..."Meese" Bheemanna
- Kiccha Huccha (2010)
- Eradane Maduve (2010)
- Gandedhe (2010)
- Aithalakkadi (2010)
- Huduga Hudugi (2010)
- Swayamvara (2010)
- Chiru (2010)
- Olave Mandara (2011)
- Happy Husband (2011)
- Rama Rama Raghu Rama (2011)
- Kanchana (2011)
- Idonthara Love Story (2011)
- Kaalgejje (2011)
- Rajani (2011)
- Ee Sanje (2011)
- Kool...Sakkath Hot Maga (2011)
- Veerabahu (2011)
- Veera (2011)
- Sarathi (2011)
- Kannadi (2011)
- Lakshmi (2011)
- Alemari (2011)
- Devadas (2011)
- Tyagu (2011)
- Swayam Krushi (2011)
- Auto Manja (2011)
- Jony Mera Naam Preethi Mera Cam (2011)
- Swamiji (2011)
- Sanju Weds Geetha (2011)...Saasa
- O Manase (2011)
- Gun (2011)
- Hudugaru (2011)
- Manase Mandaram (2011)
- Thathaasthu (2011)
- Belgaum (2011)
- Tirugubothu (2011)
- Prince (2011)
- Boss (2011)
- Tumba Ishta Swalpa Kashta (2011)
- 90 (2011)
- Paramathma (2011)
- Jarasandha (2011)
- Shyloo (2011)
- Ko Ko (2012)
- Tsunami (2012)
- Chingari (2012)
- Alemari (2012)
- Anna Bond (2012)
- Breaking News (2012)
- Villain (2012)
- Jaanu (2012)
- Dandupalya (2012)
- Shiva (2012)
- Romeo (2012)
- Rambo (2012)...Mangalore Annappa
- Kalaya Tasmai Namaha (2012)
- Mr. 420 (2012)
- Super Shastri (2012)
- Lakshmi (2013)
- Topiwala (2013)
- CID Eesha (2013)...Narasimha
- Aane Pataaki (2013)
- Director's Special (2013)
- Kaddipudi (2013)...Jinke
- Mahanadi (2013)
- Mangana Kaili Manikya (2013)
- Case No. 18/9 (2013)
- Jayammana Maga (2013)...Bhagavanta
- Shathru (2013 film) (2013)
- Brahma (2014)
- Crazy Star (2014)
- Dil Rangeela (2014)
- Manada Mareyalli (2014)
- Agraja (2014)
- Gajakesari (2014)...Agni
- Preethi Geethi Ityaadi (2014)
- 24 Carat (2014)
- Power *** (2014)...P. V. Bhushan
- Jackson (2015)
- Krishna-Leela (2015)...Chandrashekar
- Nagaari (2015)
- Rana Vikrama (2015)
- Daksha (2015)
- Bullet Basya (2015)
- Mr Mommaga (2015)
- Ganga (2015)
- Ramleela (2015)...Mekedatu Papanna
- Sharpshooter (2015)
- Parapancha (2016)
- U The End A (2016)
- Kala Bhairava (2016)
- The Great Story of Sodabuddi (2016)
- Chakravyuha (2016)...ACP Raghu
- Akira (2016)...Gun Guddappa
- Ishtakamya (2016)
- Style King (2016)...Naga
- Mr. Mommaga (2016)
- Brahma Vishnu Maheshwara (2016)
- Crazy Boy (2016)
- Lifeu Super (2016)
- Golisoda (2016)
- Doddmane Hudga (2016)...Nanjunda
- Dana Kayonu (2016)
- Idolle Ramayana (2016)...Inspector Ramdas
- Nagarahavu (2016)
- Madha Mathu Manasi (2016)
- Naanu Mattu Varalakshmi (2016)
- Sundaranga Jaana (2016)...Anjaneya
- Lee (2017)
- Mumbai (2017)
- Melkote Manja (2017)
- Smile Please (2017)...Sadananda
- Raajakumara (2017)...Venky
- Jani (2017)
- Garuda (2018)
- Mugulu Nage (2017)...Raghu
- Kanaka (2018)
- O Premave (2018)
- Gultoo (2018)...Anantharamaiah
- Johnny Johnny Yes Papa (2018)...Pappa
- Saaguva Daariyalli (2018)
- Hyper (2018)
- Kannadakkagi Ondannu Otthi (2018)
- Aa Karaala Ratri (2018)...Muthanna
- Atharva (2018)
- Loud Speaker (2018)
- Ayogya (2018)
- My Name is Annappa (2018)
- Aadi Purana (2018)
- Jagath Kiladi (2018)
- Orange (2018)...Giddappa
- Girgitle (2019)
- Missing Boy (2019)
- Panchatantra (2019)...Ranganna
- Yaana (2019)
- Dasharatha (2019)
- Ayushman Bhava (2019)...Raghu
- Bharaate (2019)...Patela
- Sarvajanikarige Suvarnavakasha (2019)...Shiva
- Drona (2020)...Raghu
- French Biriyani (2020)...Mahadev
- Ramarjuna (2021)...Peter
- Inspector Vikram (2021)
- Yuvarathnaa (2021)
- Puksatte Lifu (2021)
- Tom And Jerry (2021)
- Mugilpete (2021)
- Sakath (2021)...Chalapathi
- James (2022) como Rakesh Kumar Pirangi
- Family Pack (2022)...Manjunath/Manjanna
- Wheelchair Romeo (2022) como Jack mama

## Premios y nominaciones
Premios de cine del estado de Karnataka
- 2003–04 : Premio de cine del estado de Karnataka al mejor actor de reparto : Mani
- 2006–07: Premio de cine del estado de Karnataka al mejor actor de reparto: Duniya

Premios Filmfare Sur
- 2006: Premio Filmfare al mejor actor de reparto - Kannada : Cyanide
- 2009: nominado, premio Filmfare al mejor actor de reparto - Kannada: Raam
- 2010: nominado, premio Filmfare al mejor actor de reparto - Kannada: Modalasala
- 2011: nominado, premio Filmfare al mejor actor de reparto - Kannada: Olave Mandara
- 2013: nominado, premio Filmfare al mejor actor de reparto - Kannada: Jayammana Maga

Premios internacionales de cine del sur de la India
- 2011: Mejor actor en un papel negativo (Kannada): Sanju Weds Geetha
- 2012: Mejor actor de reparto (Kannada): Romeo
- 2021: Mejor actor en un papel negativo

(Canadá): Drona
- 2021: Mejor comediante

- 2012: nominado, Mejor Comediante (Canarés): Shiva
- 2013: nominado, Mejor Comediante (Kannada): Jayammana Maga
- 2015: nominado, Mejor Comediante (Kannada): Power***
- 2016: nominado, Mejor Comediante (Kannada): Rana Vikrama

Premios de cine Udaya
- 2010: Mejor actor de reparto
- 2012: Mejor comediante: Mr.420

Premios de cine Suvarna
- 2007: Mejor actor de reparto: Duniya
- 2009: Mejor actor de reparto: Modalasala

IIFA Utsavam
- 2015: nominado, Mejor interpretación en un papel secundario - Masculino (Canarés): Krishna Leela
- 2015: nominada, Mejor actuación en un papel cómico (Canarés): Rana Vikrama

Premios de Cine Innovador
- 2010: Mejor actor de reparto[8]